# Justijn Peeters
Justin (Justijn) Joseph Peeters (Borgloon, 11 september 1832 - Gooik, 29 september 1925) was een Belgisch koopman, industrieel en politicus voor de Meetingpartij.

## Levensloop
Hij was de zoon van verzekeringsagent Hubertus Peeters en Anna Van Brabant. Hij behaalde een onderwijsdiploma en werd net als zijn vader actief als verzekeringsagent, tevens was hij een tijdlang houthandelaar. Hij was actief in de Nederduitsche Bond, voorzitter van de lokale Davidsfonds-afdeling en secretaris van de Kerkfabriek Sint-Willibrordus te Antwerpen.
Hij werd politiek actief in de aanloop van de provincieraadsverkiezingen van 1864. Hij werd verkozen en zetelde als provincieraadslid voor het arrondissement Antwerpen, een mandaat dat hij zou uitoefenen tot 1876. Hij was een belangrijke pleitbezorger van de Vernederlandsing van het provinciebestuur.
In 1884 werd hij opnieuw verkozen als provincieraadslid en op 10 juli 1884 aangesteld als gedeputeerde in vervanging van Emile Geelhand. Deze functie oefende hij uit tot het collectief ontslag op 7 april 1917 van de Antwerpse bestendige deputatie. Hij hernam zijn mandaat op 18 november 1918, op 15 maart 1920 nam hij ontslag. Hij was het op een na langst zetelende lid tot op heden in de Antwerpse provincieraad. Op 28 mei 1907 werd hij aangesteld als provinciegouverneur ad interim na het ontslag van Frédégand Cogels, hij werd opgevolgd op 15 november 1907 door Louis de Brouchoven de Bergeyck.